# Louis 2. af Bourbon
Louis 2. af Bourbon, kaldet den gode (1337 – 1410) var søn af Peter 1., hertug af Bourbon og Isabelle af Valois, hertuginde af Bourbon. Louis var den tredje hertug af Bourbon.

## Biografi
Louis var angiveligt mentalt ustabil og havde flere nervøse sammenbrud; dette træk anses for at være familiemæssigt nedarvet og viste sig til eksempel meget tydeligt i hans søster, dronningen af Frankrig Joanna af Bourbon, i deres far hertug Peter og allerede i deres farfar, hertug Ludvig 1. af Bourbon.
Louis arvede som teenager hertugdømmet fra sin far, hertug Peter, da denne mistede livet i Slaget ved Poitiers i 1356.
Han blev gift med Anna af Auvergne (1358 – 1417) den 19. august 1371. Hun var grevinde af Forez og datter af Beraud II. Louis og Anna fik fire børn:
1. Catherine af Bourbon (født 1378. Døde ung.)
2. Johan 1. af Bourbon (1381 – 1434), hertug af Bourbon.
3. Isabelle af Bourbon (født 1384, døde efter 1451)
4. Louis af Bourbon (1388 – 1404), herre af Beaujeu.

I 1390 lancerede hertug Louis, i samarbejde med Republikken Genova, et korstog mod Hafsiderne i Tunis. Formålet var at bekæmpe pirater med base i byen Mahdia, men belejringen endte ikke med sejr.